# Manihot crotalariiformis
Manihot crotalariiformis är en törelväxtart som beskrevs av Johann Baptist Emanuel Pohl. Manihot crotalariiformis ingår i släktet Manihot och familjen törelväxter. Inga underarter finns listade i Catalogue of Life.